# Ole Grünbaum
Ole Grünbaum (født 17. marts 1945, død 29. juli 2023) var en dansk forfatter, fredsforkæmper, provo samfundsdebattør, foredragsholder og ledende skikkelse i ungdomsoprøret.
Ole Grünbaum var søn af tidligere finansminister Henry Grünbaum. Han gik i gymnasiet på Virum Statsskole (1960-63), hvor den kolde krigs våbenkapløb for at opretholde terrorbalancen, og hvor behandlingen af tidligere kolonier og senere Vietnamkrigen påvirkede ungdommen[kilde mangler] til politisk stillingtagen – også Grünbaum. I en periode omkring 1963 var han formand for Virum DSU,[kilde mangler] men har så vidt vides ikke siden været partipolitisk aktiv.
Grünbaum ville ikke ligne sine forældre, ligesom en del andre unge fra den periode ikke ville. Han ville ud hvor han ikke kunne bunde, og det kom han. Han beskriver 3 bølger der fører ham, første bølge var beatnikkerne, de røg hash, tog meskalin, rejste, dyrkede fri sex, var bøsser, interesserede sig for østlig filosofi, lyttede til moderne jazz, ville have fred. Det var forfattere som Jack Kerouac og Allen Ginsberg der var eksponenter for første bølge. Anden bølge var hippierne fra San Francisco, med deres genbrugsforretninger. Tredje bølge var dansk, en gruppe blomsterbørn omkring Eik Skaløe og Steppeulvene.
Inden Grünbaum flyttede ind i det københavnske beatmiljø, havde han været i Amsterdam og lært hvordan provoerne brugte politiske happenings i det politiske arbejde. Han skrev bøger derom: Provokér og Emigrér. Provokér blev anmeldt af Thomas Bredsdorff i Politiken, og Grünbaum blev kaldt en ny PH.
Han mødte ikke op til aftjening af værnepligten, hvilket førte til en dom på 40 dages hæfte.
Han optrådte i direkte fjernsyn med en sine happenings nytårsaftensdag 1968, under et interview med Palle Holgersen, inden havde Grünbaum røget sig skæv og forberedt skilte som svar på spørgsmål, dette hylede intervieweren ud af det og ville afbryde, men så begyndte Ole Grünbaum bare tale som et vandfald og kamerafolkene følte sig nødsaget til at forsætte transmissionen
Efter tiden med stoffer og provokationer mødte han i 1973 en 14-årig indisk guru. Han var herefter en varm fortaler for meditation. Han mente ungdomsoprøret havde tabt, men erkendte senere, at det havde det ikke. Ole Grünbaum fattede en fascination for computere og internettet, som han mente var en følge af 60’ernes frigørelse og antiautoritære kultur. I 80’erne blev Ole Grünbaum computer-skribent i dagbladet Politiken, og holdt til sidst foredrag over en række emner.
 Der er for få eller ingen kildehenvisninger i denne artikel, hvilket er et problem. Du kan hjælpe ved at angive troværdige kilder til de påstande, som fremføres i artiklen.

## Priser og hæder
- Statens Kunstfonds Engangsydelse, 1968, 1970, 1971
- Dansk Forfatterforenings Faglitterære Pris, 2002